# رضا عابد (اصلان عابری زاهد)
رضا عابد (اصلان عابری زاهد) (زادهٔ ۲۲ تیر ۱۳۳۵) در لاهیجان نویسنده، شاعر و منتقد ادبی ایرانی است. او از اعضای کانون نویسندگان ایران است.

## زندگی‌نامه
رضا عابد متولد سال ۱۳۳۵ در شهرستان لاهیجان استان گیلان است. وی دورۀ دبستان و دبیرستان را در لاهیجان گذراند. وی پس از اتمام دورۀ دبیرستان در رشته ریاضی ادامه تحصیل داد. او در سال ۱۳۵۸ به عنوان دبیر ریاضی در آموزش و پرورش لاهیجان مشغول به کار شد و در سال ۱۳۶۳ از آموزش و پرورش لاهیجان به اجبار بازخرید گردید. او پس از انفصال خدمات دولتی با تکمیل تحصیلات خود در زمینۀ مدیریت صنعتی در بخش خصوصی به فعالیت پرداخت.
او در سال ۱۳۹۷ از اعضای هیئت ایرانی شرکت‌کننده در جشنواره گلاویژ اقلیم کردستان بود متن مقالۀ قرائت شده با عنوان «در شکوه شهادت روشنفکری» در آن جشنواره در سایت شهرگان تورنتوی کانادا و همچنین در مجلۀ عطر شالیزار موجود است.
رضا عابد سخنرانی‌های زیادی در زمینۀ نقد ادبی در تهران، کرج، رشت و لاهیجان و سایر شهرستان‌های ایران انجام داده‌است.  این فعالیت‌ها تاکنون به صورت مستمر در «انجمن صنفی مترجمان استان البرز» انجام پذیرفته‌است. گزارش این سخنرانی‌ها در سایت‌هایی مانند سایت «انجمن صنفی مترجمان استان البرز»، حضور، شهرگان و مجلۀ ادبی پیاده‌رو آمده‌است.

## آثار (داستان، نقد و تحقیق)
- مجموعۀ داستان کوتاه تابلویی برای محله – تهران: قصیده: ۱۳۷۸.
- داستان کوتاه «آواز ما، آواز قو» همراه با نقد اثر در کتاب داستان‌های محبوب من، جلد اول، به کوشش علی‌اشرف درویشیان و رضا خندان مهابادی – تهران: چشمه، ۱۳۸۰.
- داستان کوتاه «زلف بلند بید مجنون» در مجموعۀ از مه تا کلمه ـ نمونه‌هایی از داستان کوتاه امروز گیلان (۱۳۸۰-۱۲۸۸) ـ به کوشش بهزاد موسایی. تهران: دشتستان، ۱۳۸۰.
- داستان کوتاه «ریسمان» در نامۀ کانون نویسندگان ایران (مجموعۀ داستان، شعر، مقاله، ترجمه و نقد و بررسی)، تهران: آگاه، زمستان ۱۳۸۱.
- داستان کوتاه «جور در نمیاد» در مجموعه داستان اتفاق‌ها به کوشش حمیدرضا اکبری، اهوار: هرمز، ۱۳۹۷.
- کتاب ده نقد – تهران: هزار آفتاب: ۱۳۹۷.
- «سگ از سکوت به وجد می‌آید: بازخوانی یک شعر محمد مختاری»، ماهنامۀ فرهنگی، ادبی، هنری فصل سبز، آذر و دی ۱۳۷۸، شمارۀ سوم، صص ۹۴-۸۹.
- «نقدی بر داستان کوتاه گنجشک‌ها»، ادبستان فرهنگ و هنر، شمارۀ ۳۵، آبان ۱۳۷۱.
- «کاش یک آب شسته‌تر»، کتاب ماه کودک و نوجوان، شمارۀ ۲۵، آبان ۱۳۷۸.
- «غولی که ترومپت می‌نواخت»، کتاب ماه کودک و وجوان، شمارۀ ۲۹ و ۳۰، اسفند ۱۳۷۸ و فروردین ۱۳۷۹.
- «بازخوانی یک شعر»، بررسی شعر انگار ماه می‌تابد شایان حامدی، صبح امروز: ۱۳۷۹.
- نقد ادبی بر آثار هوشنگ گلشیری که چکیدۀ آن به صورت سخنرانی در سالگرد درگذشت او در سال ۱۳۸۵ در امامزاده طاهر قرائت شد که در روزنامه‌های صبح و عصر پایتخت بازتاب داشت.[۲۵] متن کامل مقاله در رایزن جوان کرج به چاپ رسید.
- مقالۀ «ورزش و مرگ»، مجلۀ آرش، شمارۀ ۱+۱۱۰، فرانسه: تابستان ۱۳۹۵، صص ۱۶۸-۱۶۴.[۲۶]
- نگارش تعدادی مقاله و نقد ادبی در همکاری مستمر با مجلۀ «عطر شالیزار» در مدت انتشار آن بین سال‌های ۱۳۹۴ تا ۱۳۹۸.[۲۱][۲۷][۲۸]

### آثار ترجمه شده
- اشعار ترجمه شده به زبان کردی در کتاب نیمه‌رووان وه‌فر و ورسی: هه‌لوژانیگ له شیعر ئمروو به همت محمد مرادی نصاری- ایوان: محمد مرادی نصاری، ۱۳۹۶.